# Oh, to Be on the Bandwagon!
Oh, to Be on the Bandwagon! (en danés, Man sku være noget ved musikken) es una película de drama danesa de 1972 dirigida por Henning Carlsen. Se inscribió en el 22.ª Festival Internacional de Cine de Berlín. La película fue seleccionada como la entrada danesa a la Mejor Película en Lengua Extranjera en los 45.ª Premios de la Academia, pero no fue nominada. Por su papel de Elly, Lone Lindorff ganó el premio Bodil a la mejor actriz de reparto.

## Reparto
- Karl Stegger como Søren
- Birgitte Bruun como Caja (Birgitte Price)
- Otto Brandenburg como Lasse
- Jesper Langberg como Svend
- Ingolf David como Ib
- Lone Lindorff como Elly
- Gyrd Løfquist como Dueño de Cafetería
- Lene Maimu como Annie
- Lene Vedsegård como Ragnhild
- Ellen Margrethe Stein como La madre de Ib
- Birgit Conradi como Lone, la esposa de Lasse
- Hans W. Petersen como Señor Hansen
- Ebba Amfeldt como Señora vieja
- Elin Reimer como Gerda, la esposa de Søren
- Martin Lichtenber como Jens, el hijo de Søren y Gerda